# Samuel Goldwyn
Samuel Goldwyn, nacido como Szmuel Gelbfisz (Varsovia, 17 de agosto de 1879-Los Ángeles, 31 de enero de 1974) fue un productor de cine polaco-estadounidense de origen judío, ganador del Óscar y del Globo de Oro, fundador de varias productoras. Cofundador junto a Louis B. Mayer de la Metro-Goldwyn-Mayer.
Dotado de gran talento e inventiva, en su casi medio siglo de actividad produjo numerosas películas de calidad, especialmente en el género del melodrama y de la comedia musical, siendo a su vez descubridor de grandes talentos, tanto en el mundo de la dirección, como Cecil B. DeMille y William Wyler, como en el de la interpretación, con actores como Gary Cooper, David Niven, Danny Kaye, Lili Damita y Eddie Cantor.
Fue galardonado en 1973 con el Globo de Oro Cecil B. DeMille Award, el Irving G. Thalberg Memorial Award (1947) y el Jean Hersholt Humanitarian Award (1958).

## Biografía

### Primeros años
Szmuel Gelbfisz nace en Varsovia en el seno de una familia de judíos polacos jasídicos, Aaron Dawid Gelbfisz (1859–1894), un vendedor ambulante, y su mujer, Hanna Frymet ( con apellido de soltera Fiszhaut; 1860–1925).
La familia abandonó Varsovia después de la muerte del padre y comenzaron una nueva vida en Hamburgo. Allí residió con conocidos de su familia donde se formó como fabricante de guantes. El 26 de noviembre de 1898, Gelbfisz dejó Hamburgo para trasladarse a Birmingham, donde convivió con parientes durante seis semanas con el nombre de Samuel Goldfish. El 4 de enero de 1899, se embarcó en Liverpool con dirección a Filadelfia donde llegaría el 19 enero, y de allí continuó a Nueva York. Encontró trabajo en Gloversville en el negocio de los guantes. Pronto, sus habilidades innatas de marketing lo convirtieron en un hombre de ventas muy exitoso en Elite Glove Company. Después de cuatro años como vicepresidente de ventas, se mudó de nuevo a la ciudad de Nueva York y se estableció en el 10 de la West 61st Street.

### Paramount
En 1913, Goldwyn, junto a su cuñado Jesse L. Lasky, Cecil B. DeMille y Arthur Friend formaron una sociedad, The Jesse L. Lasky Feature Play Company, para producir películas. Compraron los derechos de la obra de teatro The Squaw Man por 4,000 dólares y Dustin Farnum fue contratado como actor protagonista. El rodaje de la película, bajo el mismo nombre, empezó en Hollywood el 29 de diciembre de 1913.
En 1914, Paramount era una empresa de intercambio de películas y de exhibición dirigida por W. W. Hodkinson. Buscando más películas para distribuir, Paramount firmó un contrato con la Lasky Company el 1 de junio de 1914 para suministrar 36 películas por año. Otro de los proveedores de Paramount era la Famous Players Film Company de Adolph Zukor. Las dos empresas se fusionaron el 28 de junio de 1916 formando la Famous Players-Lasky Corporation. Pero Zukor había estado comprando discretamente acciones de Paramount, y dos semanas antes de la fusión, fue elegido presidente de la Paramount Pictures Corporation y sustituyó a Hodkinson por Hiram Abrams, un socio de Zukor.

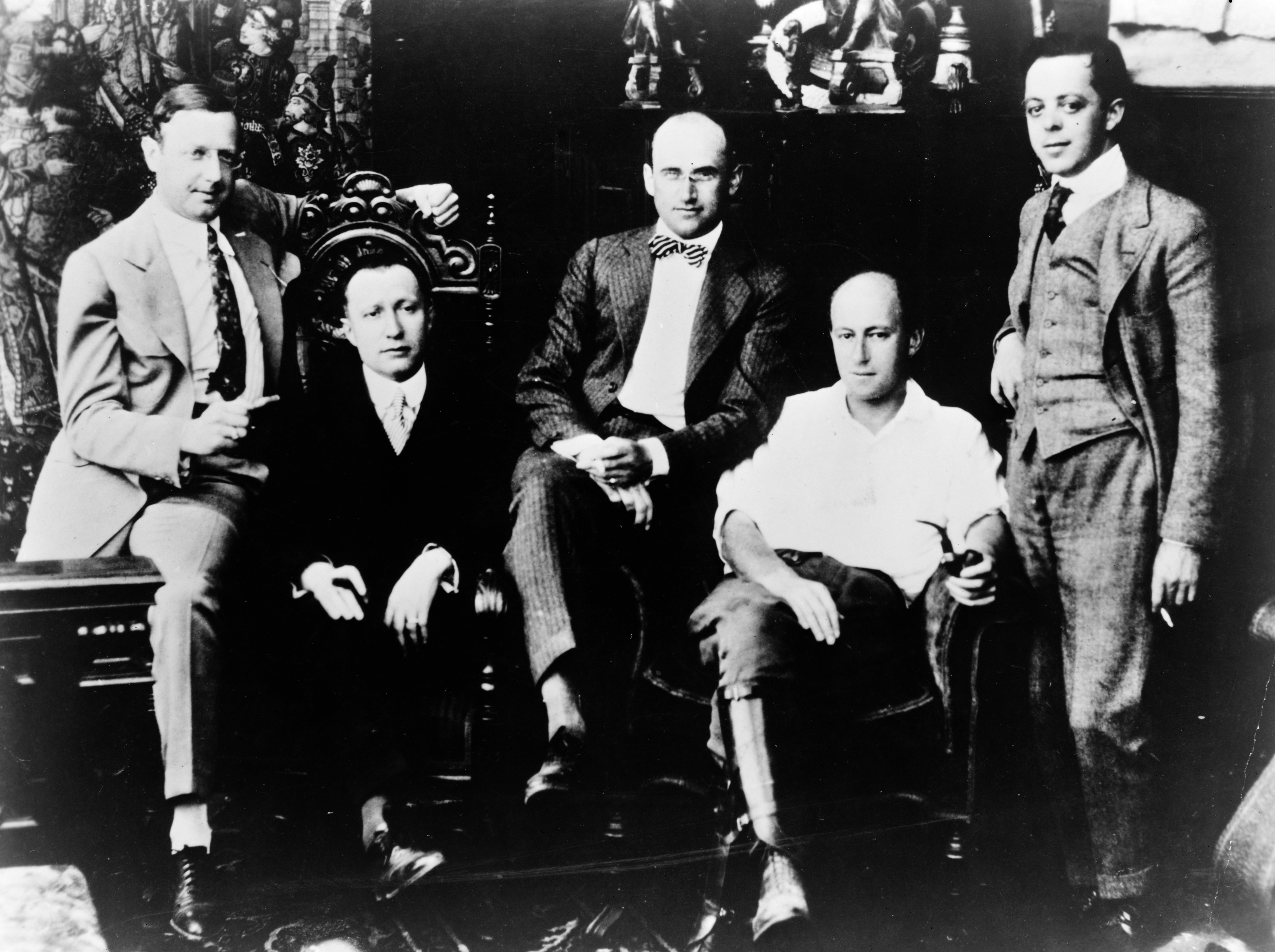
Foto publicitaria de 1916 de los dirigentes de la Paramount Pictures. (De izquierda a derecha) Jesse L. Lasky, Adolph Zukor, Samuel Goldwyn, Cecil B. DeMille y Al Kaufman.

Con la fusión, Zukor fue elegido presidente tanto de Paramount como de Famous Players-Lasky, y Goldfish fue nombrado presidente de la junta de Famous Players-Lasky y Jesse Lasky primer vicepresidente. Después de una serie de conflictos con Zukor, Goldfish renunció como presidente de la junta de accionistas, y como miembro del comité ejecutivo el 14 de septiembre de 1916. Goldfish ya no era un miembro activo de la administración, aunque todavía poseía acciones y era miembro de la junta directiva. Famous Players-Lasky se integraría más tarde en la Paramount Pictures Corporation, y Paramount en uno de los principales estudios de Hollywood.

### Goldwyn Pictures
En 1916, Goldfish se uniría con productores de Broadway Edgar y Archibald Selwyn, y usaron una combinación de ambos nombres para llamar a su empresa cinematográfica Goldwyn Pictures. Al ver esta oportunidad, también cambió su nombre legalmente para pasar a llamarse Samuel Goldwyn en diciembre de 1918, nombre que usaría el resto de su vida. Goldwyn Pictures se presentaba con el "León de la Metro" por el que se le recuerda todavía a día de hoy.
El 10 de abril de 1924, Goldwyn Pictures fue adquirida por Marcus Loew y se fusionó con su Metro Pictures Corporation, convirtiéndose en la Metro-Goldwyn-Mayer. A pesar de la inclusión de su nombre, Samuel Goldwyn nunca tuvo ninguna conexión con la gerencia o la producción de Metro-Goldwyn-Mayer.

### Samuel Goldwyn Productions

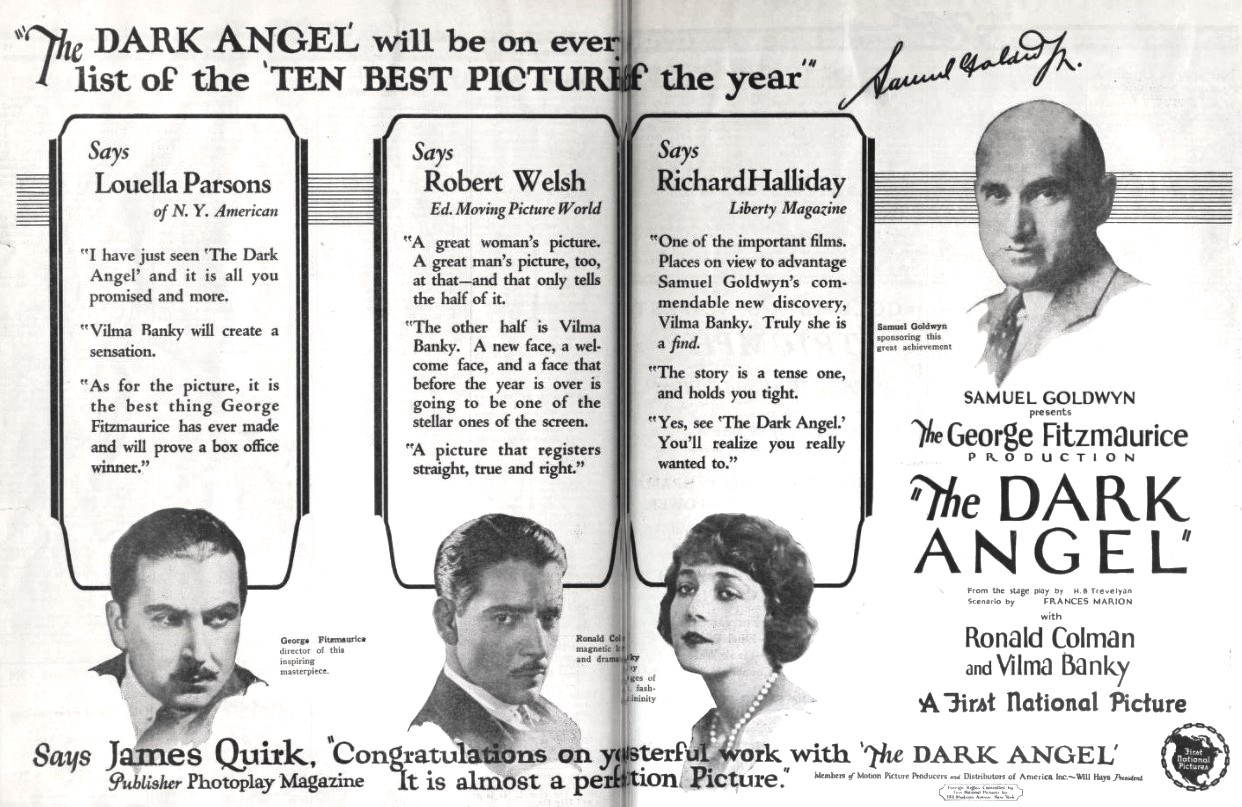
Anuncio del drama The Dark Angel de 1925 con el director George Fitzmaurice y los actores Ronald Colman,
Vilma Bánky, y Samuel Goldwyn como productor en las páginas 10 y 11 del 18 de septiembre de 1925 en el 'Film Daily' '.

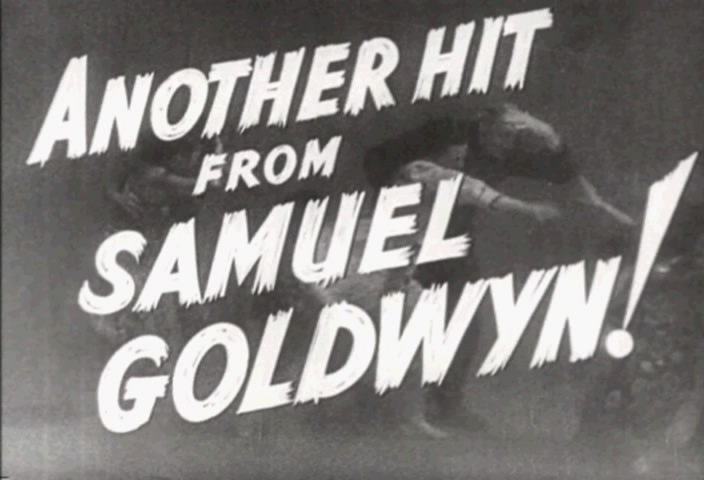
Captura de pantalla del trailer de The Hurricane (película de 1937).

Antes de la venta y fusión de Goldwyn Pictures en abril de 1924, Goldwyn ya había creado Samuel Goldwyn Productions en 1923 como una productora, pero sin rama de distribución. Su primer largometraje fue "Potash and Perlmutter", lanzado en septiembre de 1923 a través de First National Pictures. Algunas de las primeras producciones llevan el nombre "Howard Productions", llamada así por la esposa de Goldwyn, Frances Howard. 
Con 35 años, Goldwyn se había creado una reputación como productor y había desarrollado un ojo para encontrar el talento para hacer películas. William Wyler dirigió muchas de sus producciones más famosas y contrató a escritores como Ben Hecht, Sidney Howard, Dorothy Parker y Lillian Hellman. Según la leyenda, en una acalorada discusión sobre historias, Goldwyn regañó a alguien, en la mayoría de los casos la Sra. Parker, quien le recordó su pasado como fabricante de guantes, con la respuesta: "No me señale con el dedo. ¡Le conocí cuando tenía un dedal!")
Durante ese tiempo, Goldwyn hizo muchos largometrajes y reinó como el productor independiente de Hollywood de mayor éxito. Muchas de sus producciones fueron olvidables, pero algunas de ellas, títulos inolvidables, como su colaboración con John Ford con el que consiguieron una nominación del Óscar a la mejor película por El doctor Arrowsmith en 1933. Goldwyn y Ford trabajaron de manera exitosa seis años después con The Hurricane (1937). William Wyler también fue responsable de los otros éxitos de Goldwyn y con nominaciones del Óscar a la mejor película por Desengaño (Dodsworth) (1936), Callejón sin salida (Dead End) (1937), Cumbres borrascosas (1939), La loba (The Little Foxes) (1941) y Los mejores años de nuestra vida (1946), esta última llevándose la estatuilla. Varios de los actores protagonistas en esas películas fueron nominados a los Óscar también. Durante la década de los 30 las producciones de Goldwyn se estrenaban a través de United Artists pero, a partir de 1941, pasaron a distribuidas por RKO Pictures.

### Últimos años
En la década de los 50, Samuel Goldwyn se inclinó a producir numerosos films musicales como El fabuloso Andersen (Hans Christian Andersen) (1952) con Danny Kaye, y otras como Ellos y ellas (Guys and Dolls) (1955) protagonizado por Marlon Brando, Jean Simmons, Frank Sinatra y Vivian Blaine, basado en una exitoso musical de Broadway. Fue la única película de Goldwyn que distribuyó con MGM.
En su última película, Samuel Goldwyn junto a los actores afroamericanos Sidney Poitier, Dorothy Dandridge, Sammy Davis Jr. y Pearl Bailey en la ópera de George Gershwin, Porgy and Bess (1959). Exhibida por Columbia Pictures, fue nominada a tres Óscars, pero solo ganó uno por la mejor banda sonora original para André Previn y Ken Darby. También fue un fracaso de taquilla y la familia Gershwin no le gustó la película y finalmente la retiró de la distribución. La película convirtió la ópera en una opereta con diálogo hablado entre los números musicales. Su recepción fue una gran decepción para Goldwyn, que, según su biógrafo Arthur Marx, la quería convertir en una obra maestra desde que la vio por primera vez en el escenario en 1935.
El 8 de febrero de 1960, Goldwyn inauguró su propia estrella del Hollywood Walk of Fame en el 1631 de Vine Street por sus contribuciones al mundo del cine.

## Vida familiar
En 1910, Goldwyn se casó con Blanche Lasky, hermana del productor de cine Jesse L. Lasky. El matrimonio tuvo una hija. La pareja se divorció en 1915. En 1925 se casó con la actriz Frances Howard, con quien permaneció casado por el resto de su vida. Su hijo, Samuel Goldwyn, Jr., finalmente se unió a su padre en el negocio.
A pesar de sus matrimonios, Samuel Goldwyn era conocido como un mujeriego en los círculos sociales. Jean Howard, una llamada chica Goldwyn dijo: "Sam Goldwyn no era un tipo que hiciera insinuaciones en público; tenía demasiado gusto para eso", pero sus coqueteos fueron muchos, incluso hasta el punto de que su esposa Frances Howard hacía la vista gorda.
Goldwyn murió de un fallo cardíaco en su casa de Los Ángeles en 1974 a la edad de 94 años. 
En la década de los 80, los Samuel Goldwyn Studios fueron vendidos a Warner Bros.

## Premios y distinciones
Premios Óscar
| Año  | Categoría                        | Película                         | Resultado |
| ---- | -------------------------------- | -------------------------------- | --------- |
| 1933 | Mejor película                   | El Doctor Arrowsmith             | Nominado  |
| 1937 | Mejor película                   | Desengaño                        | Nominado  |
| 1938 | Mejor película                   | Callejón sin salida              | Nominado  |
| 1939 | Mejor película                   | Cumbres borrascosas              | Nominado  |
| 1941 | Mejor película                   | La loba                          | Nominado  |
| 1943 | Mejor película                   | El orgullo de los Yanquis        | Nominado  |
| 1946 | Mejor película                   | Los mejores años de nuestra vida | Ganador   |
| 1958 | Premio Humanitario Jean Hersholt | Premio Humanitario Jean Hersholt | Ganador   |

## Filmografía (selección)
- 1923: Three Wise Fools (Tres locos sabios)
- 1925: (Stella Dallas) (El sacrificio de Stella Dallas)
- 1926: La victoria de Barbara Worth
- 1927: The Magic Flame (La llama mágica)
- 1927: The Devil Dancer (La bailarina del diablo)
- 1928: The Awakening (El despertar)
- 1930: Whoopee!
- 1930: Raffles
- 1931: Street Scene
- 1934: We Live Again (Vivimos de nuevo)
- 1936: Dodsworth
- 1936: Esos tres
- 1937: Stella Dallas
- 1937: Dead End (Calle sin salida)
- 1938: The Cowboy and the Lady
- 1938: The Goldwyn Follies
- 1939: Cumbres borrascosas
- 1940: The Westerner(El caballero del desierto o El forastero)
- 1941: The little foxes La Loba
- 1941: Ball of Fire (Bola de fuego)
- 1942: The Pride of the Yankees (El orgullo de los Yanquis)
- 1943: The North Star (La estrella del norte)
- 1944: Up in Arms
- 1944: The Princess and the Pirate (La princesa y el pirata)
- 1945: (Wonder Man)
- 1946: The Kid from Brooklyn (El chico de Brooklyn)'
- 1947: The Bishop’s Wife (La mujer del obispo)
- 1949: Roseanna McCoy
- 1949: My Foolish Heart (Mi corazón insensato)
- 1950: Our Very Own
- 1951: I Want You (Te quiero)
- 1952: Hans Christian Andersen
- 1955: Guys and Dolls
- 1959: Porgy and Bess